# Рокка-Санта-Мария
Рокка-Санта-Мария (итал. Rocca Santa Maria) — коммуна в Италии, расположена в регионе Абруццо, подчиняется административному центру Терамо.
Население составляет 693 человека, плотность населения составляет 11 чел./км². Занимает площадь 61 км². Почтовый индекс — 64010. Телефонный код — 0861.
Покровителем коммуны почитается святой Лаврентий, празднование 10 августа.